# حكومة بلخادم الأولى
حكومة بلخادم الأولى حكومة جزائرية تقلدت السلطة من 24 ماي 2006 إلى غاية 4 جوان 2007. أول حكومة جزائرية يترأسها الأمين العام السابق لحزب جبهة التحرير الوطني عبد العزيز بلخادم حيث عينه رئيس الجمهورية عبد العزيز بوتفليقة في 24 ماي 2006  و تم تعيين الحكومة في اليوم الموالي 25 ماي 2006.

## تشكيلة الحكومة

### رئيس الحكومة
| الصورة | الحقيبة الوزارية      | الاسم             |  | الحزب               |
| ------ | --------------------- | ----------------- |  | ------------------- |
|        | رئيس الحكومة الجزائري | عبد العزيز بلخادم |  | جبهة التحرير الوطني |

### الوزراء
| الصورة | الحقيبة الوزارية                              | الاسم               |  | الحزب |
| ------ | --------------------------------------------- | ------------------- |  | ----- |
|        | (رئيس الجمهورية الجزائرية) وزير الدفاع الوطني | عبد العزيز بوتفليقة |  |       |
|        | وزير منتدب لدى وزير الدفاع الوطني             | عبد المالك قنايزية  |  |       |

#### وزراء الدولة
| الصورة | الحقيبة الوزارية                              | الاسم                        |  | الحزب               |
| ------ | --------------------------------------------- | ---------------------------- |  | ------------------- |
|        | وزير الدولة، وزير الداخلية و الجماعات المحلية | نور الدين زرهوني المدعو يزيد |  | جبهة التحرير الوطني |
|        | وزير الدولة، وزير الشؤون الخارجية             | محمد بجاوي                   |  | جبهة التحرير الوطني |
|        | وزير الدولة                                   | سلطاني بوقرة                 |  | حركة مجتمع السلم    |

#### وزراء
| الصورة | الحقيبة الوزارية                                              | الاسم                  |  | الحزب                              |
| ------ | ------------------------------------------------------------- | ---------------------- |  | ---------------------------------- |
|        | وزير العدل، حافظ الأختام                                      | الطيب بلعيز            |  |                                    |
|        | وزير المالية                                                  | مراد مدلسي             |  | التجمع الوطني الديمقراطي           |
|        | وزير الطاقة والمناجم                                          | شكيب خليل              |  |                                    |
|        | وزير المـوارد المائية                                         | عبد المالك سلال        |  |                                    |
|        | وزير المساهمات وترقية الاستثمارات                             | حميد طمار              |  | جبهة التحرير الوطني                |
|        | وزير التجارة                                                  | الهاشمي جعبوب          |  | حركة مجتمع السلم                   |
|        | وزير الشؤون الدينية و الأوقاف                                 | أبو عبد الله غلام الله |  | التجمع الوطني الديمقراطي           |
|        | وزير المجاهدين                                                | محمد الشريف عباس       |  | جبهة التحرير الوطني                |
|        | وزير التهيئة العمرانية و البيئة                               | شريف رحماني            |  | التجمع الوطني الديمقراطي           |
|        | وزير النقل                                                    | محمد مغلاوي            |  | التجمع الوطني الديمقراطي           |
|        | وزير التربية الوطنية                                          | أبو بكر بن بوزيد       |  | التجمع الوطني الديمقراطي           |
|        | وزير الفلاحة                                                  | السعيد بركات           |  |                                    |
|        | وزير الأشغال العمومية                                         | عمار غول               |  | حركة مجتمع السلم                   |
|        | وزير الصحة والسكان وإصلاح المستشفيات                          | عمار تو                |  | جبهة التحرير الوطني                |
|        | وزيرة الثقافة                                                 | خليدة تومي             |  | التجمع من أجل الثقافة والديمقراطية |
|        | وزير الاتصال                                                  | الهاشمي جيار           |  |                                    |
|        | وزير المؤسسات والصناعات الصغيرة والمتوسطة و الصناعة التقليدية | مصطفى بن بادة          |  | حركة مجتمع السلم                   |
|        | وزير التعليم العالي والبحث العلمي                             | رشيد حراوبية           |  | جبهة التحرير الوطني                |
|        | وزير البريد و تكنولوجيات الإعلام و الاتصال                    | بوجمعة هيشور           |  | جبهة التحرير الوطني                |
|        | وزير مكلف بالعلاقات مع البرلمان                               | عبد العزيز زياري       |  | جبهة التحرير الوطني                |
|        | وزير التكوين و التعليم المهنيين                               | الهادي خالدي           |  |                                    |
|        | وزير السكن والعمران                                           | محمد نذير حميميد       |  | جبهة التحرير الوطني                |
|        | وزير الصناعة                                                  | محمود خذري             |  |                                    |
|        | وزير العمل و الضمان الاجتماعي                                 | الطيب لوح              |  | جبهة التحرير الوطني                |
|        | وزير التشغيل والتضامن الإجتماعي                               | جمال ولد عباس          |  | جبهة التحرير الوطني                |
|        | وزير الصيد البحري و الموارد الصيدية                           | اسماعيل ميمون          |  | حركة مجتمع السلم                   |
|        | وزير الشباب والرياضة                                          | يحي قيدوم              |  | التجمع الوطني الديمقراطي           |
|        | وزير السياحة                                                  | نور الدين موسى         |  |                                    |

#### وزراء منتدبون
| الصورة | الحقيبة الوزارية                                                                   | الاسم               |  | الحزب               |
| ------ | ---------------------------------------------------------------------------------- | ------------------- |  | ------------------- |
|        | وزير منتدب لدى وزير الدولة، وزير الداخلية والجماعات المحلية مكلف بالجماعات المحلية | دحو ولد قابلية      |  | جبهة التحرير الوطني |
|        | وزير منتدب لدى وزير الدولة، وزير الشؤون الخارجية مكلف بالشؤون المغاربية والإفريقية | عبد القادر مساهل    |  | جبهة التحرير الوطني |
|        | وزيرة منتدبة لدى رئيس الحكومة، مكلفة بالأسرة وقضايا المرأة                         | نوارة سعدية جعفر    |  |                     |
|        | وزير منتدب لدى وزير المالية مكلف بإصلاح المالية                                    | كريم جودي           |  |                     |
|        | وزير منتدب لدى وزير الفلاحة والتنمية الريفية، مكلف بالتنمية الريفية                | رشسد بن عيسى        |  |                     |
|        | وزيرة منتدبة لدى وزير التعليم العالي والبحث العلمي مكلفة بالبحث العلمي             | سعاد بن جاب الله    |  |                     |
|        | وزير منتدب لدى وزير التهيئة العمرانية والبيئة، مكلف بالمدينة                       | عبد الرشيد بوكرزازة |  | جبهة التحرير الوطني |